# USS Prudent (PG-96)
USS Prudent (PG-96) je bila korveta izboljšanega razreda Flower, ki je med drugo svetovno vojno plula pod zastavo Vojne mornarice ZDA.

## Zgodovina
Ladja je bila naročena kot HMS Privet (K291) za Kraljevo vojno mornarico, ki jo je 16. avgusta 1943 predala Vojni mornarici ZDA. Med vojno je patruljirala po pomorskih poteh ob vzhodni obali ZDA. Leta 1949 so ladjo prodali v italijansko trgovsko mornarico. Leta 1951 je bila prodana Italijanski vojni mornarici, ki jo je sprva poimenovala Elbano, nato pa preuredila v hidrografsko raziskovalno ladjo ITS Staffetta (P 408).